# The Bridge (Dokumentarfilm, 2006)
The Bridge ist ein US-amerikanischer Dokumentarfilm von Eric Steel aus dem Jahr 2006. Er befasst sich mit Selbstmordsprüngen von der Golden Gate Bridge in San Francisco.
Verwendet wurde Filmmaterial, das im Jahr 2004 ein Jahr lang an der Brücke aufgenommen wurde, sowie Interviews mit Familienangehörigen, Freunden und Augenzeugen.
Die Dokumentation wurde inspiriert durch den Artikel Jumpers von Tad Friend, erschienen 2003 im Magazin The New Yorker.
Friend schreibt, dass „Überlebende oft ihre Entscheidung mitten in der Luft bereuten, wenn nicht schon zuvor“, und ein Betroffener erklärt: „Mir wurde schlagartig bewusst, dass alles von dem ich annahm, es sei nicht wieder gutzumachen, wieder gutzumachen war – außer gerade gesprungen zu sein“.
Der Film wurde 2006 auf mehreren Festivals gezeigt, unter anderem dem Chicago International Film Festival, wo er für den Gold Hugo in der Kategorie Best Documentary nominiert wurde. Im Jahr 2007 erfolgte die Veröffentlichung auf DVD.

## Inhalt
Der letzte Tag im Leben des 35-jährigen Gene wird über den Filmverlauf hinweg dargestellt, der Film endet mit seinem Sprung. Interviews mit Genes Angehörigen und Aufnahmen, die Gene auf der Brücke zeigen, werden in die Dokumentation eingestreut.
Die Interviewten berichten über Gene, dass er in San Francisco als Sohn einer unverheirateten Frau geboren wurde, die keine Mutter sein wollte. Als sie feststellte, dass sie schwanger war, entschied sie, ihn aufzuziehen und wurde zur wichtigsten Figur in seinem Leben. Im weiteren Verlauf wird von seiner Depression und seinen Selbstmordgedanken berichtet, die er seinen Freunden offenbarte. Diese nahmen ihn jedoch nicht ernst, weil er öfter mit diesem Thema gescherzt hatte. Seit seine Mutter an Krebs gestorben war, soll Gene vom Gedanken an Selbstmord besessen gewesen sein.
Während die Filmcrew Aufnahmen machte, erschien am 11. Mai 2004 Gene auf der Brücke und spazierte rund 90 Minuten lang hin und her. Schließlich kletterte er auf das Geländer, verharrte einige Sekunden und sprang.
Steel beschreibt die damalige Situation wie folgt:

„…[er] ging über die Brücke von Süd nach Nord und von Nord nach Süd, was typischerweise Touristen sind. Ich dachte nicht, dass er springt, aber es muss etwas von ihm ausgegangen sein, das meine Aufmerksamkeit erregte.“

Weitere Interviews mit den Hinterbliebenen von:
- Lisa 45 Jahre, David 50 Jahre, Daniel 52 Jahre, Jim 54 Jahre

Daneben noch zwei Interviews mit:
- Kevin, der den Sprung im Jahr 2000 schwer verletzt überlebte

„[…] die Geschichte von [Kevin], einem jungen Mann mit einer Bipolaren Störung, der sich mitten im Sprung dazu entschied, leben zu wollen, und seinen Körper in eine sitzende Position brachte, bevor er auf dem Wasser aufschlug. Er überlebte mit schweren Kreuzverletzungen. [Kevin] erinnert sich, wie er 40 Minuten weinend auf der Brücke stand, bevor er den Sprung machte. Die einzige Person, die sich ihm näherte, war eine deutsche Touristin. Sie bemerkte seine Tränen nicht und bat ihn, ein Foto von ihr zu machen.“

- einem Fotografen, der eine junge Sprungwillige zurück über die Absperrung gezogen hat.

Im Abspann wird erwähnt, dass im Jahr 2004 insgesamt 24 Menschen von der Brücke in den Tod sprangen. Es folgt die Auflistung von 22 Namen mit dem jeweiligen Sterbedatum.

## Dreharbeiten
Steel interviewte Verwandte und Freunde der Selbstmordopfer, ohne sie darüber zu informieren, dass er Filmaufnahmen vom Tod ihrer Angehörigen hatte. Er gibt an, dass „alle Familienmitglieder jetzt, zu diesem Zeitpunkt, den Film gesehen haben und froh darüber sind, daran teilgenommen zu haben“. Er filmte insgesamt 120 Stunden an Interviews.
Das Projekt wurde geheim gehalten, um zu vermeiden, dass jemand „auf die Idee kommt, zur Brücke zu gehen und sich im Film zu verewigen“. In einem Interview mit der BBC gab Steel an, dass es zu einem Anschwellen der Springer kam, als die Todeszahl sich der Tausend näherte. Einige sprangen mit Schildern, auf denen stand: „Ich bin die 1000“.
Die Kameracrew bestand aus 10 bis 12 Leuten, die für ein ganzes Jahr jeden Morgen erschienen, um die Brücke zu filmen. Die Dreharbeiten dauerten das ganze Jahr 2004 über an und endeten mit fast 10.000 Stunden Filmmaterial.
Die Arbeiten führten zu einer Auseinandersetzung mit der Brückenverwaltung. Sie beschuldigte Steel, sie über seine wahren Absichten getäuscht zu haben. In seinem Antrag an die Golden Gate National Recreation Area, die die Parkgebiete in der Umgebung der Brücke verwaltet, hatte er angegeben, „das machtvolle und spektakuläre Zusammentreffen von Monument und Natur, das jeden Tag an der Golden Gate Bridge stattfindet, einfangen zu wollen.“
Die Filmemacher versuchten in jedem Fall zu intervenieren, wenn sich Selbstmordversuche abzeichneten. Nach Aussage Steels konnten dadurch sechs Sprünge verhindert werden. Auf den Vorwurf des Nachahmereffekts (copycat) angesprochen, antwortete Steel, dass die Brücke selbst das copycat-Problem ist und die Lösung nicht darin besteht, den Film nicht zu zeigen.

## Musik
Der Soundtrack von The Bridge wurde vom britischen Filmkomponisten Alex Heffes komponiert und heißt The Shadow of the Bridge.
 Weitere Titel 
- Nada Surf: Neither Heaven Nor Space
- Son Volt: World Waits For You
- Joni Mitchell: Man From Mars
- Howie Day: End of our days

Ingrid Michaelson war so bewegt von The Bridge, dass sie einen Song mit Namen San Francisco schrieb. Das Stück wurde an Fanclub-Mitglieder veröffentlicht, die ihr 2009er Album Everybody vorbestellt hatten. Der Titel erschien auf keinem Album, aber Michelson spielt ihn live auf Tourneen.

## Rezeption
The Bridge erhielt auf Rotten Tomatoes mit 66 % Fresh von insgesamt 56 Rezensionen mehrheitlich positive Kritiken. Dennoch ist das Resümee kontrovers:

„Taktlos krankhaft oder bemerkenswert sensibel? Tief verstörend oder tiefgreifend faszinierend? Die Kritiken sind gespalten über Eric Steels einzigartige Dokumentation der Golden Gate Bridge, Wunder der modernen Welt und berüchtigtes Ziel für Selbstmörder“

Weitere Stimmen

„Die Geschichten sind dramatisch, die Interviewten ergreifend. Und die Bilder – oft folgen sie den Körpern ihren Weg hinunter zum Wasser – sind bestürzend und niederschmetternd. [...] The Bridge  ist unbestreitbar starker Stoff. Aber ob es besonders hilfreich ist, ist weniger klar.“

„Durch die Interviews von Freunden und Familien der Betroffenen erinnert uns Steel daran, dass egal wie allein gelassen sich diese Menschen fühlten – sie waren niemals ohne Menschen, die sie liebten. Es ist ein liebevolles und beeindruckendes Werk.“

„The Bridge wirft unausweichliche Fragen über die Motive und Methoden des Filmemachers auf, und darüber, ob er sich stärker darum hätte bemühen können, Leben zu retten. Es stellen sich die uralten moralischen und ästhetischen Fragen über die Distanziertheit gegenüber der eigenen Umwelt, welche der Blick durch die Linse der Kamera tendenziell zu erzeugen vermag.

[…] Die Traurigkeit und den Fatalismus, die der Film auslösen kann, werden am besten durch die Beschreibung eines Angehörigen ausgedrückt:
 „Einige Menschen sagen, der Körper ist ein Tempel. Er dachte, sein Körper war ein Gefängnis. In seinem Innersten wusste er, dass er geliebt wurde, dass er alles hatte und alles tun konnte. Und trotzdem fühlte er sich gefangen, und dass dies der einzige Weg war, sich zu befreien.““

## Sprünge von der Golden Gate Bridge
→ siehe auch:  Golden Gate Bridge, Suizide
Die Golden Gate Bridge gilt weltweit als der bekannteste Ort für Selbstmorde. Durchschnittlich springt hier alle zwei Wochen ein Mensch in den Tod. Bis zum Mai 2012 waren es insgesamt über 1500 bekannt gewordene Suizide.
Das Fahrbahndeck ist zirka 75 m (245 feet) über der Wasserlinie. Nach einem Fall von annähernd vier Sekunden schlagen die Springer mit rund 120 km/h (75 mph) auf dem Wasser auf. Die Wenigen, die den initialen Aufprall überleben, ertrinken größtenteils oder sterben an Unterkühlung im kalten Wasser.
Im Durchschnitt überlebt nur einer von 50 den Sprung.